# Ferrisia floridana
Ferrisia floridana är en insektsart som först beskrevs av Ferris 1953.  Ferrisia floridana ingår i släktet Ferrisia och familjen ullsköldlöss. Inga underarter finns listade i Catalogue of Life.